# Antiga Escola de Vallcanera
L'Antiga Escola de Vallcanera és un edifici de Sils (Selva) inclòs a l'Inventari del Patrimoni Arquitectònic de Catalunya.

## Descripció
Edifici de planta rectangular i dos pisos situat sobre un petit monticle que es salva per unes escales. La façana principal té dues portes laterals i una finestra central. Al primer pis, hi ha una porta amb balcó de ferro forjat. Les dues parets laterals tenen quatre grans finestres a la planta baixa del costat dret i una altra al costat esquerre i, al primer pis, quatre exactament iguals. La façana posterior té un porxo adossat amb sostre de revoltons de rajol amb dos arcs de mig punt cantoners i una porta d'accés a l'edifici. El parament està arrebossat i les obertures emmarcades i pintades de diferent color. El terrat té barana d'obra que corona tot l'edifici.
Es troba en mal estat i amb pintades de grafitis, i gairebé totes les obertures estan cegades amb ciment.

## Història
Va obrir les portes l'any 1929. Edifici representatiu de l'arquitectura dels anys vint del segle XX de les escoles rurals.